# 「天下圍公」行動
「天下圍公」行動，是2019年8月24日由香港建制派组织香港政研會发起的行动，号召包围香港商務及經濟發展局轄下的政府部門、公共广播機構香港电台，抗议他们认为在反對逃犯條例修訂草案運動中偏向反修例一方的报道。

## 事件起因
在2019年8月24日，大批支持港府人士認為香港電台在報道反送中運動的時候，過於偏重報道非支持港府人士。示威者打出香港電台“顛倒黑白”、“祸国殃港”的口號進行示威遊行。

## 過程
示威者在香港電台門口揮舞中華人民共和國國旗及香港特別行政區區旗，高喊“黑心记者”等口号，手持“伤港电台毒喉舌”、“香港新闻已死”、“祸国殃港”、“谎话连篇”、“颠倒黑白”、“煽动是非”等抗议标语，并将部分贴在该电台大门外墙上表达抗议之情。
过程中，大批示威者指骂在场采访的记者均为「黑記」、「垃圾」，不管他们是否有理会示威者；又要求女性记者「做雞啦」（去當妓女啦），以及袭击、围殴记者。有Now TV记者未接触示威者就被骂和被踢，親政府立場媒體《星島日报》攝影記者也被恐吓及袭击；有《东方日报》女记者被示威者扯爛背囊、挥拳相向。有示威者用毛巾逐一遮盖镜头，还有人在记者展示记者证后伸舌头舔记者镜头。示威者袭击记者后，声称是记者率先施袭。警察对示威者袭击行为并不追究，仅要求记者不要进入现场。
而行动发起者、香港政研會會長鄧德成称此次活动中示威者的表现是「和平、理性、非暴力」，又要求在场记者「不要挑釁」，惟不能举出在场记者挑衅之处。他举例港台偏颇之处，如《城市論壇》不邀请建制派，當他被反驳是建制派不愿出席時，他回应道「當然不肯啦，個主持偏頗」；此后亦未能举出其他例子，只说“太多啦”。记者采访鄧德成时仍有人向记者掷物。
香港政研會称相信行动逾一萬人参加，警方則指最高峰有1,200人参加。

## 反应
香港电台回应称知悉請願人士的意見，重申港台向來提供平台讓市民自由表達不同觀點。
香港記者協會及獨立評論人協會强烈谴责在场示威者暴力妨碍新闻自由，违反《基本法》。香港攝影記者協會同样谴责恶意针对记者行为，指出现场报警却不获受理。
Now新闻台谴责在场示威者粗暴妨碍正常采访，定会追究。
香港理工大學專業及持續教育學院講師陳偉強批評暴力对待记者的示威人士是「狂躁變態」，呼吁尊重记者采访权利。

## 外部連結
- YouTube上的《政研會發起包圍港台　有人指罵及推撞本台採訪隊》（Now新闻台）